# Lucknow
Lucknow glavni je grad indijske države Uttar Pradesh, a ujedno je i administrativno sjedište istoimenog okruga i divizije. To je četrnaesti grad po broju stanovnika i dvanaesta po naseljenosti urbana aglomeracija u Indiji. Lucknow je uvijek bio multikulturni grad, koji je cvjetao kao sjevernoindijsko kulturno i umjetničko središte i sjedište moći Nawaba u 18. i 19. stoljeću. I dalje je važno središte upravljanja, administracije, obrazovanja, trgovine, zrakoplovstva, financija, farmacije, tehnologije, dizajna, kulture, turizma, glazbe i poezije.
Grad se nalazi na nadmorskoj visini od približno 123 metra. Lucknow imao je površinu od 402 kvadratna kilometra do prosinca 2019., kada je 88 sela dodano općinskim granicama, a površina se povećala na 631 četvornih kilometara. Sjedi na sjeverozapadnoj obali rijeke Gomti. Postoje tri različita dijela grada: središnja poslovna četvrt, koja je potpuno izgrađeno područje, obuhvaća Hazratganj, Aminabad i Chowk. Srednja zona okružuje unutarnju zonu s cementnim kućicama, dok se vanjska sastoji od sirotinjskih četvrti.
Povijesno gledano, Lucknow je bio glavni grad regije Awadh, pod nadzorom Delhijskog sultanata, a kasnije Mogulskog Carstva. 1856. godine britanska istočnoindijska kompanija ukinula je lokalnu vlast i preuzela potpunu kontrolu nad gradom zajedno s ostatkom Awadha i 1857. godine prenijela ga na Britansku Indiju. Zajedno s ostatkom Indije, Lucknow se osamostalio od Britanije 15. kolovoza 1947. Naveden je kao 17. grad s najbržim gospodarskim rastom u Indiji i 74. u svijetu.
Lucknow se zajedno s gradovima Agrom i Varanasijem, nalazi u turističkom projektu vlada Uttar Pradesha, kako bi potaknula razvoj turizam u državi.